# Puloampel
Puloampel is een bestuurslaag in het regentschap Serang van de provincie Banten, Indonesië. Puloampel telt 2354 inwoners (volkstelling 2010).